# 罗毅 (电子学家)
罗毅（1960年—），清华大学电子工程系教授，研究方向为半导体光电子器件，中华人民共和国教育部第二批“长江学者”特聘教授。承担多个重点学术科研项目，多个国际杂志编委，发表论文数百篇，获得国家科技进步二等奖等多个奖项。

## 生平
1983年7月，获得清华大学电子工程系物理电子学-微波器件专业学士学位；1987年3月和1990年3月，先后获得东京大学电子工程学系硕士、博士学位；
1990年4月至1992年3月，在日本光计测技术开发株式会社中央研究所任研究员；
1992年4月起在清华大学电子工程系任教，同年晋升教授；
1998年至2012 年担任集成光电子学国家重点联合实验室主任。